# Haus Falz-Fein
Das Haus Falz-Fein oder auch Haus mit Atlanten ist ein 1899 errichtetes Gebäude und Architekturdenkmal in der ukrainischen Stadt Odessa.
Das 1899 vom ukrainischen Architekten Lew Lwowytsch Wlodek (ukrainisch Лев Львович Влодек) in Nachahmung des holländischen Architekturstils des 14. Jahrhunderts für den deutschstämmigen Alexander Falz-Fein (1859–1908) errichtete Herrenhaus und das daran in den Jahren 1900/1901 angebaute Miethaus war bis 1917 im Besitz der Familie von erblichen Ehrenbürgern von Odessa Falz-Fein (Friedrich von Falz-Fein).
Das zwischen 1947 und 1948 restaurierte Gebäudeensemble ist ein Architekturdenkmal und befindet sich auf der Gogol-Straße 5–7 in der Innenstadt Odessas.

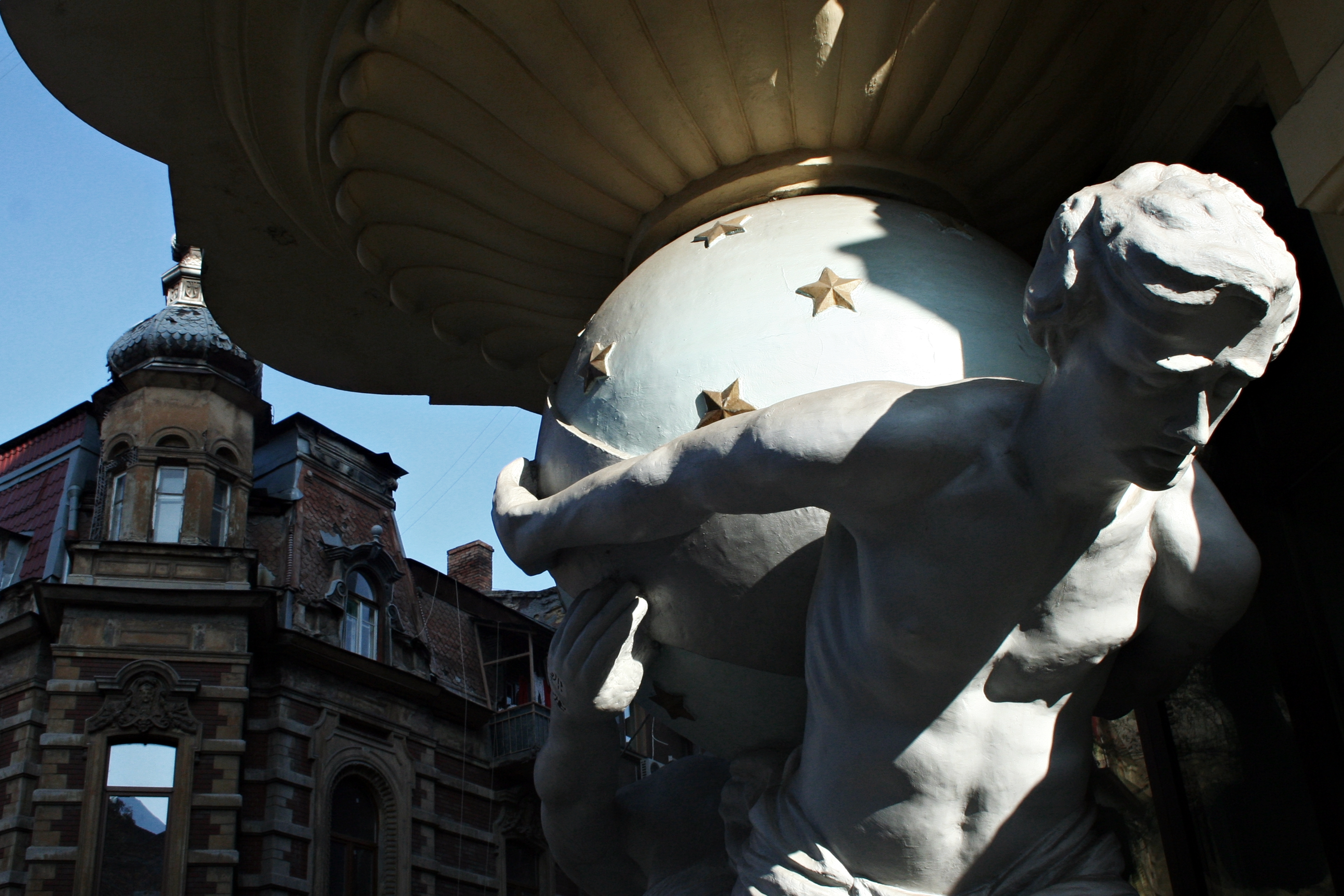
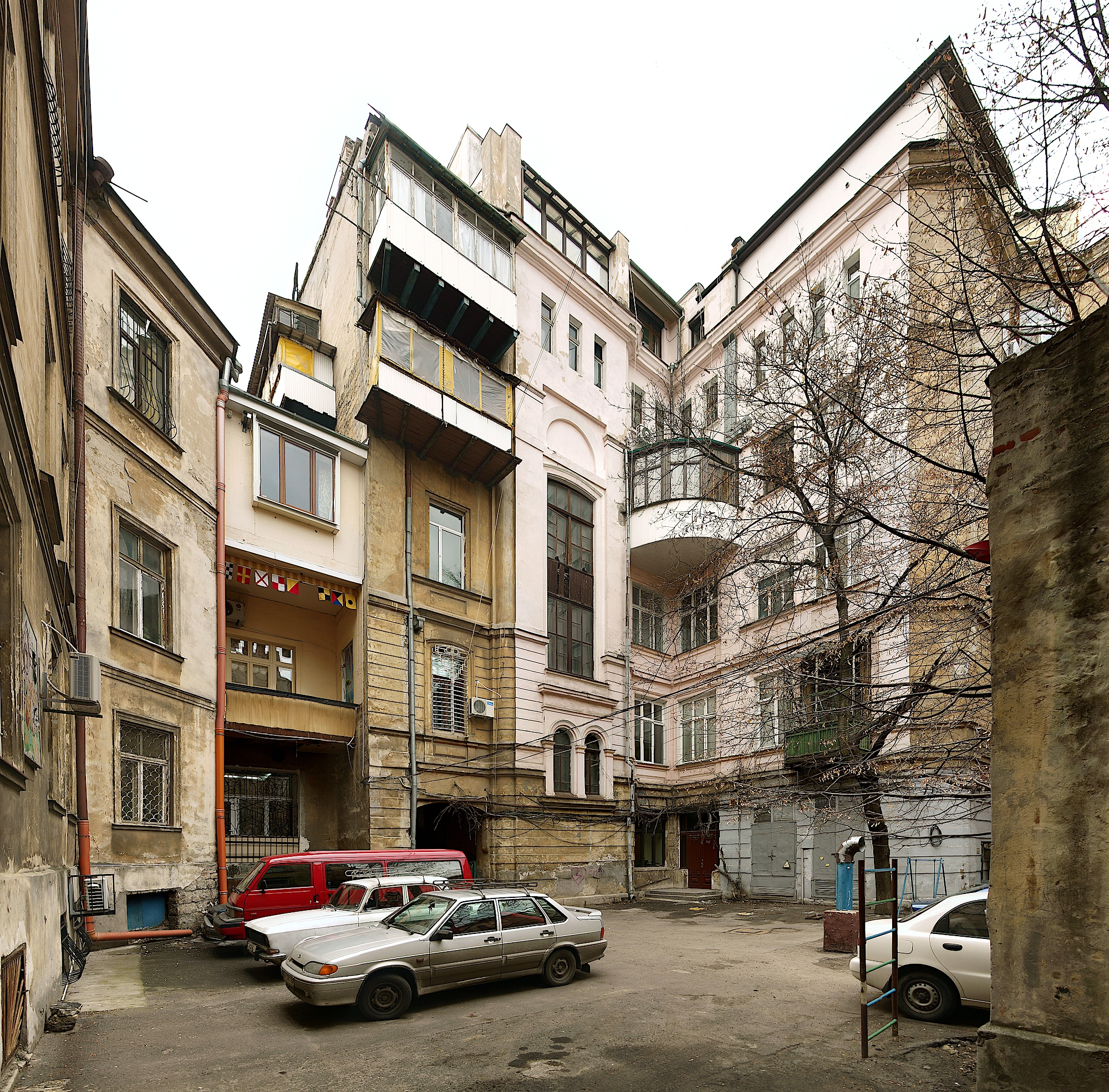
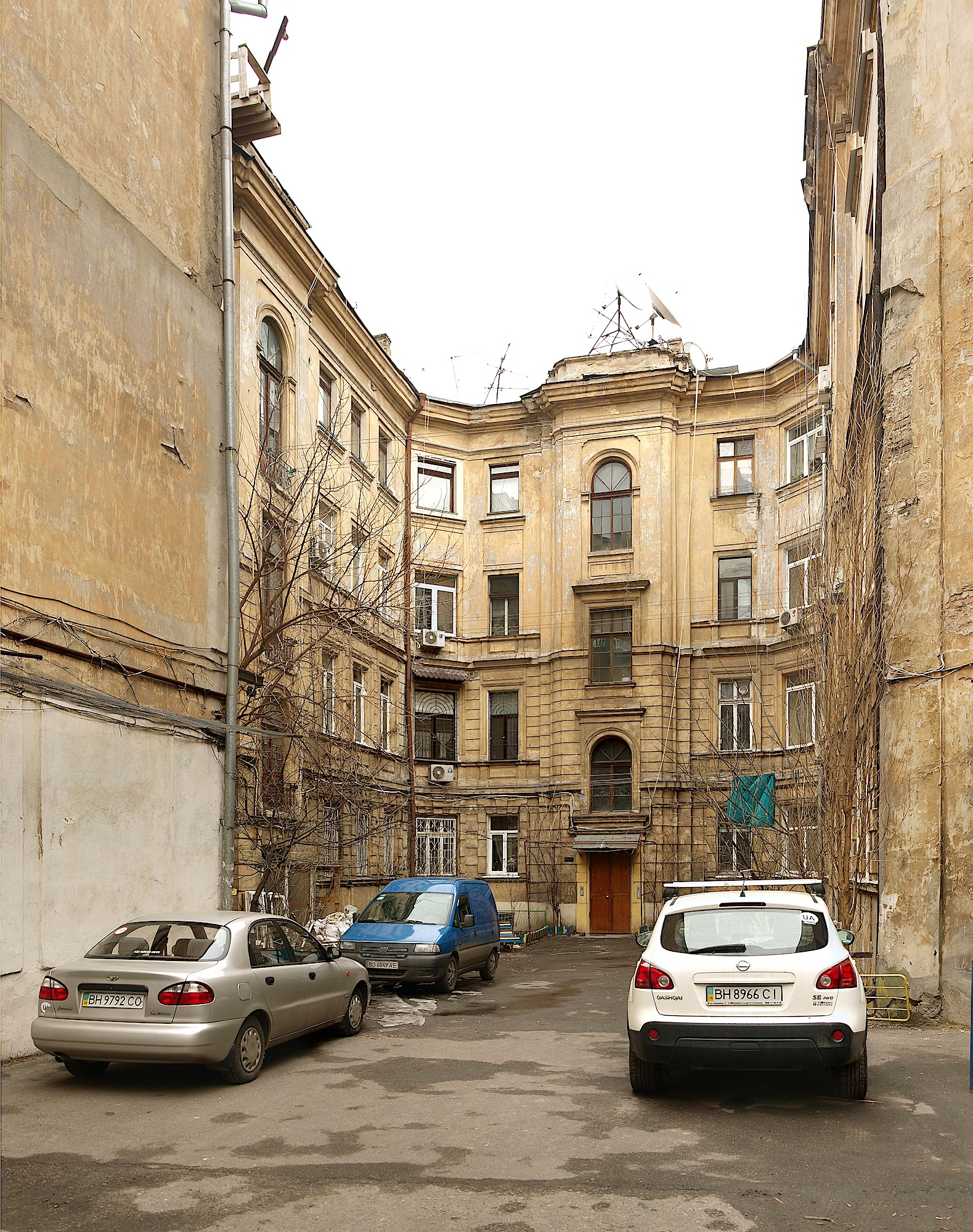